# Baureihe 181.0
De Baureihe 181.0, tot 1968 bekend als E310, is een elektrische locomotief bestemd voor het personenvervoer van de Deutsche Bundesbahn (DB).

## Geschiedenis
Om bij het passeren van een landsgrens het tijdrovend proces van het verwisselen van locomotieven te beperken besloot de Deutsche Bundesbahn (DB) tot de bouw van een aantal proeflocomotieven die onder verschillende bovenleidingsspanningen kunnen rijden. Dit type locomotief was hiervoor uitgerust voor twee spanningen voor het rijden in Duitsland, Luxemburg en Frankrijk. Later werden de locomotieven van de serie 181.2 ontwikkeld.

## Constructie en techniek
De locomotief heeft een stalen frame. Op de draaistellen wordt elke as door een elektrische motor aangedreven.

### Nummers
De locomotieven zijn door de Deutsche Bundesbahn (DB) als volgt genummerd.
- E310 001: na 1968 vernummerd in 181 001
- E310 002: na 1968 vernummerd in 181 002
- E310 003: na 1968 vernummerd in 181 003 vernummerd in 181 103
- E310 004: na 1968 vernummerd in 181 004 vernummerd in 181 104

## Treindiensten
De locomotieven werden door de Deutsche Bahn (DB) in de spits ingezet in het personenvervoer op diverse trajecten in en tussen Duitsland en Frankrijk. De locomotieven werden door de Deutsche Bahn (DB) ook ingezet in het goederenvervoer.

## Foto’s

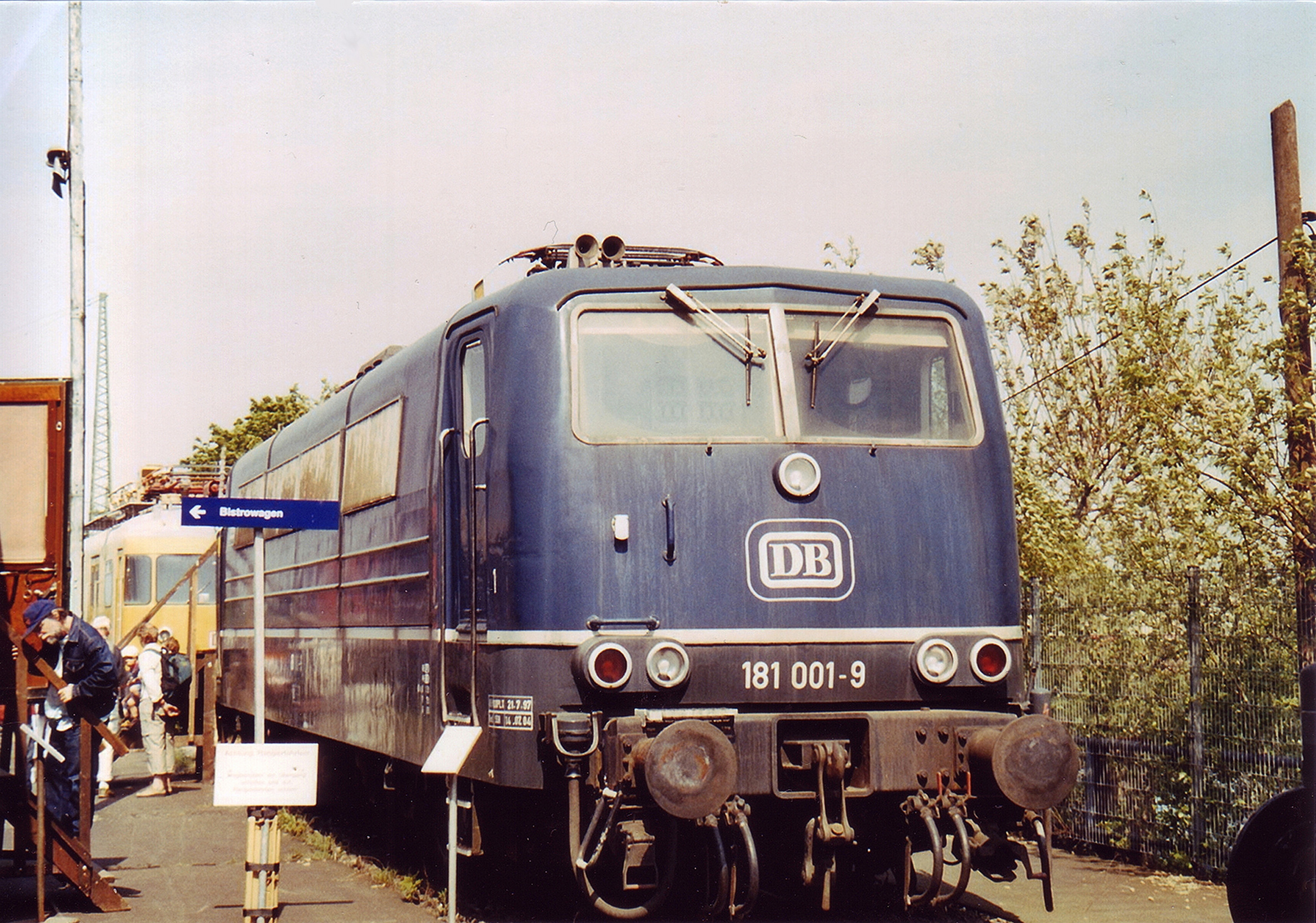
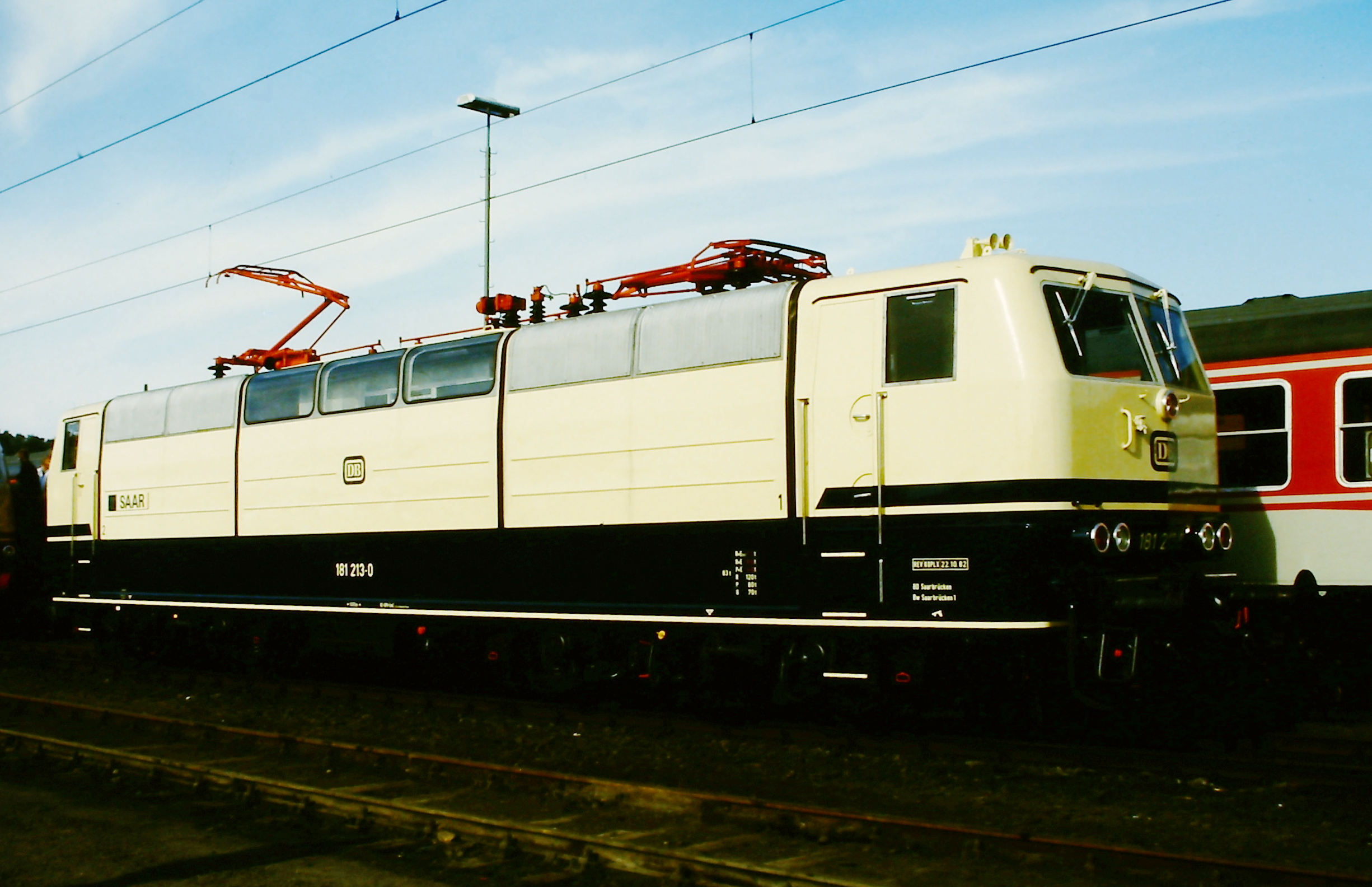

In dit overzicht staan eveneens treinen van de Deutsche Bundesbahn (DB) en van de Deutsche Reichsbahn (DR)